# Forcipomyia striaticornis
Forcipomyia striaticornis är en tvåvingeart som först beskrevs av Jean-Jacques Kieffer 1918.  Forcipomyia striaticornis ingår i släktet Forcipomyia och familjen svidknott. Inga underarter finns listade i Catalogue of Life.